# 바람은 불어도 (1978년 드라마)
《바람은 불어도》는 1978년 11월 11일부터 이듬해 1월 21일까지 방영된 문화방송 주말연속극으로, 평화롭고 행복한 삶을 영위하던 한 가정주부가 친구의 유혹으로 현실의 무미건조함을 느끼고 새로운 세계에 눈을 뜨는 멜로물이다.

## 등장 인물
- 박근형
- 김혜자
- 오지명
- 김윤경
- 이정길
- 나문희
- 정애란
- 남능미
- 오미연
- 조경환
- 백인철
- 이숙

## 편성 변경
- 1978년
  - 11월 12일 : 특집 MBC 권투 세계주니어 페더급 타이틀매치 〈카르도나 VS 정순현〉 독점 중계방송으로 순연되어 저녁 8시부터 방영
  - 12월 9일 : 1978년 아시안 게임 개막식 중계방송으로 순연되어 저녁 7시 50분부터 방영
  - 12월 10일 : 특집 MBC 권투 국내라이벌전 〈유종만 VS 황복수〉 중계방송으로 순연되어 저녁 8시 5분부터 방영
  - 12월 17일 : 특집 MBC 권투 라이벌의 동양타이틀전 〈유제두 VS 강흥원〉 중계방송으로 순연되어 저녁 8시 15분부터 방영
- 1979년
  - 1월 20일 : 보도특집 〈대통령 기자회견을 듣고〉 중계방송으로 앞당겨 저녁 7시 10분부터 방영

| 문화방송 주말연속극                    | 문화방송 주말연속극                                | 문화방송 주말연속극               |
| 이전 작품                              | 작품명                                             | 다음 작품                         |
| -------------------------------------- | -------------------------------------------------- | --------------------------------- |
| 청춘의 덫 (1978년 8월 19일 ~ 11월 5일) | 바람은 불어도 (1978년 11월 11일 ~ 1979년 1월 21일) | 봄비 (1979년 1월 27일 ~ 5월 19일) |